# Viceré del Río de la Plata
Il Vicereame del Río de la Plata, creato nel 1776 per volere di Carlo III di Spagna, rappresentava formalmente un possedimento personale del monarca, pur operando come colonia spagnola. Questa struttura amministrativa consentiva sia alla Spagna sia ai territori d’oltremare di mantenere normative e regolamenti autonomi.

## La lista
I viceré erano designati dal re di Spagna per governare i vicereami in suo nome. Inizialmente, il loro incarico non prevedeva una durata specifica e poteva essere a vita, ma in seguito furono stabiliti mandati della durata compresa tra tre e cinque anni.
Le enormi distanze tra la Spagna e il Sud America, unite ai lunghi tempi di navigazione, facevano sì che trascorresse spesso molto tempo tra la nomina di un viceré e il suo effettivo arrivo e insediamento nel vicereame. Anche le comunicazioni con la corona erano lente e frammentate, costringendo i vicereami a operare con un alto livello di autonomia.
I viceré non si limitavano a rappresentare la figura del re, ma svolgevano un ruolo essenziale nell'amministrazione quotidiana di un territorio estremamente vasto, suddiviso in intendencias e governatorati, ognuno con le proprie città e regioni sotto il controllo diretto. Questo sistema richiedeva grande capacità gestionale e decisionale, soprattutto nei periodi di isolamento dal potere centrale.
| #  | Ritratto | Nome                           | Durata Mandato                    | Insediamento     | Note                                                                                         |
| -- | -------- | ------------------------------ | --------------------------------- | ---------------- | -------------------------------------------------------------------------------------------- |
| 1  |          | Pedro Antonio de Cevallos      | 15 ottobre 1777 – 26 giugno 1778  | 1 agosto 1776    |                                                                                              |
| 2  |          | Juan José de Vértiz y Salcedo  | 26 giugno 1778 – 7 marzo 1784     | 27 ottobre 1777  | Si dimette in favore di Nicolas del Campo                                                    |
| 3  |          | Nicolás del Campo              | 7 marzo 1784 – 4 dicembre 1789    | 13 agosto 1783   |                                                                                              |
| 4  |          | Nicolás Antonio de Arredondo   | 4 dicembre 1789 – 16 marzo 1795   | 21 marzo 1789    |                                                                                              |
| 5  |          | Pedro Melo de Portugal         | 16 marzo 1795 – 15 aprile 1797    | 5 febbraio 1794  | Morto durante la carica                                                                      |
|    |          | Real Audiencia de Buenos Aires | 15 aprile 1797 – 2 maggio 1797    |                  | Governo ad Interim fino all'arrivo del nuovo Viceré                                          |
| 6  |          | Antonio Olaguer Feliú          | 2 maggio 1797 – 14 maggio 1799    |                  | Combatte contro gli Inglesi per mantenere l'influenza nel sud America.                       |
| 7  |          | Gabriel de Avilés              | 14 marzo 1799 – 20 maggio 1801    | 25 ottobre 1797  |                                                                                              |
| 8  |          | Joaquín del Pino y Rozas       | 20 maggio 1801 – 11 aprile 1804   | 14 luglio 1800   | Muore durante la carica                                                                      |
| 9  |          | Rafael de Sobremonte           | 24 aprile 1804 – 10 febbraio 1807 | 10 novembre 1804 |                                                                                              |
| 10 |          | Santiago de Liniers            | 10 febbraio 1807 – 30 giugno 1809 |                  | Viceré ad Interim                                                                            |
| 11 |          | Baltasar Hidalgo de Cisneros   | 15 luglio 1809 – 25 maggio 1810   | 11 febbraio 1809 | Scelto dalla Giunta di Siviglia mentre affronta la rivoluzione di maggio.                    |
| 12 |          | Francisco Javier de Elío       | 19 gennaio 1811 – gennaio 1812    | 31 agosto 1810   | Governatore di Montevideo, autoproclamato viceré.                                            |
| 13 |          | Pedro Antonio Olañeta          | 27 Maggio 1825                    |                  | Proclamato viceré da Ferdinando VII senza sapere della sua morte nella Battaglia di Tumusla. |